# Labourse
Labourse és un municipi francès situat al departament del Pas de Calais i a la regió dels Alts de França. L'any 2007 tenia 2.188 habitants.

## Demografia

### Població
El 2007 la població de fet de Labourse era de 2.188 persones. Hi havia 784 famílies de les quals 148 eren unipersonals (32 homes vivint sols i 116 dones vivint soles), 212 parelles sense fills, 348 parelles amb fills i 76 famílies monoparentals amb fills.
La població ha evolucionat segons el següent gràfic:
Habitants censats

### Habitatges
El 2007 hi havia 816 habitatges, 787 eren l'habitatge principal de la família i 29 estaven desocupats. 809 eren cases i 4 eren apartaments. Dels 787 habitatges principals, 512 estaven ocupats pels seus propietaris, 242 estaven llogats i ocupats pels llogaters i 33 estaven cedits a títol gratuït; 33 tenien dues cambres, 120 en tenien tres, 251 en tenien quatre i 383 en tenien cinc o més. 593 habitatges disposaven pel capbaix d'una plaça de pàrquing. A 319 habitatges hi havia un automòbil i a 335 n'hi havia dos o més.

### Piràmide de població
La piràmide de població per edats i sexe el 2009 era:
| Homes | Edats   | Dones |
| ----- | ------- | ----- |
| 0     | 95 o +  | 4     |
| 4     | 90 a 94 | 8     |
| 4     | 85 a 89 | 8     |
| 4     | 80 a 84 | 16    |
| 24    | 75 a 79 | 40    |
| 16    | 70 a 74 | 56    |
| 32    | 65 a 69 | 40    |
| 52    | 60 a 64 | 52    |
| 32    | 55 a 59 | 28    |
| 60    | 50 a 54 | 60    |
| 72    | 45 a 49 | 76    |
| 80    | 40 a 44 | 44    |
| 88    | 35 a 39 | 88    |
| 84    | 30 a 34 | 88    |
| 76    | 25 a 29 | 52    |
| 60    | 20 a 24 | 68    |
| 80    | 15 a 19 | 88    |
| 112   | 10 a 14 | 84    |
| 108   | 5 a 9   | 80    |
| 40    | 0 a 4   | 52    |

## Economia
El 2007 la població en edat de treballar era de 1.450 persones, 995 eren actives i 455 eren inactives. De les 995 persones actives 861 estaven ocupades (504 homes i 357 dones) i 134 estaven aturades (59 homes i 75 dones). De les 455 persones inactives 100 estaven jubilades, 164 estaven estudiant i 191 estaven classificades com a «altres inactius».

### Ingressos
El 2009 a Labourse hi havia 803 unitats fiscals que integraven 2.254,5 persones, la mediana anual d'ingressos fiscals per persona era de 14.605 €.

### Activitats econòmiques
Dels 61 establiments que hi havia el 2007, 4 eren d'empreses extractives, 1 d'una empresa alimentària, 2 d'empreses de fabricació de material elèctric, 14 d'empreses de fabricació d'altres productes industrials, 4 d'empreses de construcció, 13 d'empreses de comerç i reparació d'automòbils, 2 d'empreses de transport, 4 d'empreses d'hostatgeria i restauració, 1 d'una empresa financera, 2 d'empreses de serveis, 4 d'entitats de l'administració pública i 10 d'empreses classificades com a «altres activitats de serveis».
Dels 12 establiments de servei als particulars que hi havia el 2009, 1 era una oficina de correu, 1 funerària, 1 taller de reparació d'automòbils i de material agrícola, 1 taller d'inspecció tècnica de vehicles, 3 fusteries, 1 electricista, 3 perruqueries i 1 restaurant.
Dels 3 establiments comercials que hi havia el 2009, 1 era una botiga de més de 120 m², 1 una botiga de menys de 120 m² i 1 una fleca.
L'any 2000 a Labourse hi havia 7 explotacions agrícoles que ocupaven un total de 244 hectàrees.

## Equipaments sanitaris i escolars
L'únic equipament sanitari que hi havia el 2009 era una farmàcia.
El 2009 hi havia 1 escola maternal i 1 escola elemental.

## Poblacions més properes
El següent diagrama mostra les poblacions més properes.